# Grande Prêmio da Alemanha de 2006
Resultados do Grande Prêmio da Alemanha de Fórmula 1 realizado em Hockenheim em 30 de julho de 2006. Décima segunda etapa do campeonato, foi vencido pelo alemão Michael Schumacher, que subiu ao pódio junto a Felipe Massa numa dobradinha da Ferrari, com Kimi Räikkönen em terceiro pela McLaren-Mercedes.

## Resumo
- Esta foi a primeira vez que Räikkönen conseguiu acabar uma corrida em Hockenheim. Ele teve sorte, pois seu motor estourou durante a volta rumo ao pódio.
- Última corrida de Jacques Villeneuve na Fórmula 1, o qual seria substituído por Robert Kubica.[3][4]

## Pilotos de sexta-feira
| Construtor          | N° | Piloto            |
| ------------------- | -- | ----------------- |
| Williams-Cosworth   | 35 | Alexander Wurz    |
| Honda               | 36 | Anthony Davidson  |
| Red Bull-Ferrari    | 37 | Robert Doornbos   |
| BMW Sauber          | 38 | Robert Kubica     |
| Midland-Toyota      | 39 | Markus Winkelhock |
| Toro Rosso-Cosworth | 40 | Neel Jani         |
| Super Aguri-Honda   | -  | nenhum            |

## Classificação da prova

### Treinos classificatórios
| Pos.   | Nº | Piloto               | Equipe              | Q1        | Q2       | Q3       | Grid | Notas      |
| ------ | -- | -------------------- | ------------------- | --------- | -------- | -------- | ---- | ---------- |
| 1      | 3  | Kimi Räikkönen       | McLaren-Mercedes    | 1:15.214  | 1:14.410 | 1:14.070 | 1    |            |
| 2      | 5  | Michael Schumacher   | Ferrari             | 1:14.904  | 1:13.778 | 1:14.205 | 2    |            |
| 3      | 6  | Felipe Massa         | Ferrari             | 1:14.412  | 1:14.094 | 1:14.569 | 3    |            |
| 4      | 12 | Jenson Button        | Honda               | 1:15.869  | 1:14.378 | 1:14.862 | 4    |            |
| 5      | 2  | Giancarlo Fisichella | Renault             | 1:15.916  | 1:14.540 | 1:14.894 | 5    |            |
| 6      | 11 | Rubens Barrichello   | Honda               | 1:15.757  | 1:14.652 | 1:14.934 | 6    |            |
| 7      | 1  | Fernando Alonso      | Renault             | 1:15.518  | 1:14.746 | 1:15.282 | 7    |            |
| 8      | 7  | Ralf Schumacher      | Toyota              | 1:15.789  | 1:14.743 | 1:15.923 | 8    |            |
| 9      | 4  | Pedro de la Rosa     | McLaren-Mercedes    | 1:15.655  | 1:15.021 | 1:15.936 | 9    |            |
| 10     | 14 | David Coulthard      | Red Bull-Ferrari    | 1:15.836  | 1:14.826 | 1:16.326 | 10   |            |
| 11     | 9  | Mark Webber          | Williams-Cosworth   | 1:15.719  | 1:15.094 |          | 11   |            |
| 12     | 15 | Christian Klien      | Red Bull-Ferrari    | 1:15.816  | 1:15.141 |          | 12   |            |
| 13     | 8  | Jarno Trulli         | Toyota              | 1:15.430  | 1:15.150 |          | 20   | [ nota 2 ] |
| 14     | 17 | Jacques Villeneuve   | BMW Sauber          | 1:16.281  | 1:15.329 |          | 13   |            |
| 15     | 10 | Nico Rosberg         | Williams-Cosworth   | 1:16.183  | 1:15.380 |          | 14   |            |
| 16     | 16 | Nick Heidfeld        | BMW Sauber          | 1:16.234  | 1:15.397 |          | 15   |            |
| 17     | 20 | Vitantonio Liuzzi    | Toro Rosso-Cosworth | 1:16.399  |          |          | 16   |            |
| 18     | 19 | Christijan Albers    | Midland-Toyota      | 1:17.093  |          |          | 21   | [ nota 3 ] |
| 19     | 22 | Takuma Sato          | Super Aguri-Honda   | 1:17.185  |          |          | 17   |            |
| 20     | 18 | Tiago Monteiro       | Midland-Toyota      | 1:17.836  |          |          | 18   |            |
| 21     | 23 | Sakon Yamamoto       | Super Aguri-Honda   | 1:20.444  |          |          | PL   | [ nota 4 ] |
| 22     | 21 | Scott Speed          | Toro Rosso-Cosworth | sem tempo |          |          | 19   |            |
| Fonte: |    |                      |                     |           |          |          |      |            |

### Corrida
| Pos.   | Nº | Piloto               | Construtor          | Voltas | Tempo/Diferença      | Grid | Pontos     |
| ------ | -- | -------------------- | ------------------- | ------ | -------------------- | ---- | ---------- |
| 1      | 5  | Michael Schumacher   | Ferrari             | 67     | 1:27:51.693          | 2    | 10         |
| 2      | 6  | Felipe Massa         | Ferrari             | 67     | + 0.720              | 3    | 8          |
| 3      | 3  | Kimi Räikkönen       | McLaren-Mercedes    | 67     | + 13.206             | 1    | 6          |
| 4      | 12 | Jenson Button        | Honda               | 67     | + 18.898             | 4    | 5          |
| 5      | 1  | Fernando Alonso      | Renault             | 67     | + 23.707             | 7    | 4          |
| 6      | 2  | Giancarlo Fisichella | Renault             | 67     | + 24.814             | 5    | 3          |
| 7      | 8  | Jarno Trulli         | Toyota              | 67     | + 26.544             | 20   | 2          |
| 8      | 15 | Christian Klien      | Red Bull-Ferrari    | 67     | + 48.131             | 12   | 1          |
| 9      | 7  | Ralf Schumacher      | Toyota              | 67     | + 1:00.351           | 8    |            |
| 10     | 20 | Vitantonio Liuzzi    | Toro Rosso-Cosworth | 66     | + 1 volta            | 16   |            |
| 11     | 14 | David Coulthard      | Red Bull-Ferrari    | 66     | + 1 volta            | 10   |            |
| 12     | 21 | Scott Speed          | Toro Rosso-Cosworth | 66     | + 1 volta            | 19   |            |
| DSQ    | 19 | Christijan Albers    | Midland-Toyota      | 66     | Desclassificado      | 21   | [ nota 5 ] |
| DSQ    | 18 | Tiago Monteiro       | Midland-Toyota      | 65     | Desclassificado      | 18   | [ nota 5 ] |
| Ret    | 9  | Mark Webber          | Williams-Cosworth   | 59     | Vazamento d'água     | 11   |            |
| Ret    | 22 | Takuma Sato          | Super Aguri-Honda   | 38     | Câmbio               | 17   |            |
| Ret    | 17 | Jacques Villeneuve   | BMW Sauber          | 30     | Acidente             | 13   |            |
| Ret    | 11 | Rubens Barrichello   | Honda               | 18     | Motor                | 6    |            |
| Ret    | 16 | Nick Heidfeld        | BMW Sauber          | 9      | Freios               | 15   |            |
| Ret    | 4  | Pedro de la Rosa     | McLaren-Mercedes    | 2      | Bomba de combustivel | 9    |            |
| Ret    | 23 | Sakon Yamamoto       | Super Aguri-Honda   | 1      | Eixo de transmissão  | 22   |            |
| Ret    | 10 | Nico Rosberg         | Williams-Cosworth   | 0      | Acidente             | 14   |            |
| Fonte: |    |                      |                     |        |                      |      |            |

## Tabela do campeonato após a corrida
| Pos.   | Piloto               | Pontos |
| ------ | -------------------- | ------ |
| 1      | Fernando Alonso      | 100    |
| 2      | Michael Schumacher   | 89     |
| 3      | Felipe Massa         | 50     |
| 4      | Giancarlo Fisichella | 49     |
| 5      | Kimi Räikkönen       | 49     |
| Fonte: |                      |        |

| Pos.   | Construtor       | Pontos |
| ------ | ---------------- | ------ |
| 1      | Renault          | 149    |
| 2      | Ferrari          | 139    |
| 3      | McLaren-Mercedes | 77     |
| 4      | Honda            | 37     |
| 5      | Toyota           | 23     |
| Fonte: |                  |        |

- Nota: Somente as primeiras cinco posições estão listadas.